# José Castelblanco
Castelblanco  Romero est un nom espagnol. Le premier nom de famille, en général paternel, est Castelblanco ; le second, en général maternel, souvent omis, est Romero.
José Joaquín Castelblanco Romero (né le 15 décembre 1969 à Úmbita) est un coureur cycliste colombien. Surnommé « Don José », il a notamment remporté le Tour de Colombie à quatre reprises.

## Biographie
José Castelblanco commence sa carrière professionnelle en 1995 dans l'équipe espagnole Kelme. Arrivé en 1997 dans l'équipe colombienne Telecom-Flavia, il remporte le championnat national et son premier Tour de Colombie. Il remporte une deuxième fois cette course l'année suivante. En 1999, Castelblanco revient chez Kelme. Il participe à son deuxième Tour de France. Il se classe 37e du classement général et obtient une cinquième place lors de l'étape arrivant à Saint-Flour. En 2001, il rejoint l'équipe Selle Italia. Il obtient son meilleur classement en quatre participations au Tour d'Italie (15e). Il gagne un troisième Tour de Colombie (2002) et deux Clásico RCN (2002 et 2003).
En 2004, il est à nouveau vainqueur du Tour de Colombie. Il est cependant contrôlé positif à la testostérone lors de l'avant-dernière étape, disputée contre la montre. Il doit renoncer à participer au Tour d'Espagne avec l'équipe Café Baque. Il est déclassé, la victoire étant attribuée à Libardo Niño, et suspendu 6 mois. Il fait appel de cette décision ce qui lui permet de participer aux compétitions en fin de saison, dont le Clásico RCN. Sa présence et celle de son équipe, Orbitel, y sont contestées par certains participants et dirigeants d'équipes.
En 2005, son nom est cité par le Journal du Dimanche, qui révèle que des échantillons testés par le laboratoire de dopage de Châtenay-Malabry ont démontré l'utilisation d'EPO lors du prologue du Tour de France 1999,.
Après avoir purgé sa suspension, Castelblanco revient à la compétition en novembre 2005 lors de la Vuelta al Zulia avec l'équipe Alcaldia de Cabimas. Avec cette formation, il remporte en 2006 son quatrième Tour de Colombie.

## Palmarès sur route
| - 1992 - Tour du Guatemala - 1994 - Circuito Montañés - Tour de Guadeloupe - 1997 - Champion de Colombie sur route - Tour de Colombie : - Classement général - Prologue et 8e étape (contre-la-montre) - 1998 - Tour de Colombie : - Classement général - 8e, 11e et 14e (contre-la-montre) étapes - 2001 - 2e et 7e (contre-la-montre) étapes du Clásico RCN - 2e du Clásico RCN - 2002 - Tour de Colombie : - Classement général - 5e (contre-la-montre) et 10e étapes - Clásico RCN : - Classement général - 8e étape (contre-la-montre) - 2003 - 4e étape de la Clásica Gobernación de Casanare (contre-la-montre) - Clásico RCN - Classement général - 7e étape (contre-la-montre) | - 2004 - 2e étape de la Vuelta al Valle del Cauca (contre-la-montre) - Clásica de Fusagasugá : - Classement général - 1re (contre-la-montre) et 3e étapes - Vuelta a Antioquia - Tour de Colombie : - Classement général - 5e étape - 2e étape du GP Cootranspensilvania (contre-la-montre) - 2006 - Tour du Trujillo : - Classement général - 4e et 7ea (contre-la-montre) étapes - Tour de Colombie - 8e étape du Clásico Ciclístico Banfoandes (contre-la-montre) - 2e du Tour du Venezuela - 2e du Clásico Ciclístico Banfoandes - 2007 - Vuelta a los Santanderes - 4e étape de la Vuelta a Boyacá - 5e étape du Clásico RCN - 2e de la Vuelta a Boyacá - 2008 - 3e étape de la Clásica Ciudad de Girardot |  |

## Résultats sur lesgrands tours

### Tour de France
2 participations.
- 1996 : 71e du classement général.
- 1999 : 37e du classement général.

### Tour d'Espagne
3 participations.
- 1997 : 41e du classement général.
- 1998 : 15e du classement général.
- 1999 : abandon lors de la 11e étape.

### Tour d'Italie
4 participations.
- 2000 : 18e du classement général.
- 2001 : 15e du classement général.
- 2002 : 34e du classement général et 2e du classement du meilleur grimpeur.
- 2003 : 37e du classement général.

## Résultats sur les championnats

### Championnats du monde professionnels

#### Course en ligne
1 participation.
- 1997 : 71e au classement final.

## Palmarès sur piste

### Championnats de Colombie
- Medellín 2010
  -  Médaillé de bronze de la poursuite par équipes (avec Pedro Nelson Torres, Daniel Balsero et Camilo Torres)[7].